# デルタ IV ヘビー
デルタ IV ヘビー (デルタ9250H) は、デルタ IVロケットシリーズの最大の構成である。2004年に初めて打ち上げられた。2018年にファルコンヘビーが打ち上げられるまでは、その打ち上げ能力は運用中の打上げシステムとしては世界最大であった。最後の機体は2024年に打ち上げられた。

## 概要
デルタ IV ヘビーの構成は、デルタ IV のモジュラーシステムのメインロケットであるコモン・ブースター・コア (CBC) を、同一形式の1基をメインとして中央に据え、2基を液体ロケットブースターとしてその両脇に配したものとなっている。推進剤は3基とも同量であるため、離床時には3基全てのロケットを全力運転した後、44秒後からは中央のロケットの推力を55%まで下げ、ブースター分離後のために温存する。ブースターは打ち上げ後242秒後に燃焼終了し、続いて中央のロケットの推力を最大にした後、ブースターは分離される。中央のロケットはその86秒後に燃焼終了し、2段目以降を分離する。
初打ち上げは2004年だが、これは試験用ペイロードを搭載したが、予定よりも低い軌道で分離され部分的失敗に終わった。最初の実用ペイロードはDSP-23衛星で2007年に打ち上げに成功した。2013年までに5機の国家偵察局の画像と電子偵察衛星の打ち上げに使用された。
2023年6月に最後の機体の製造が完了した。後継としてはULAのヴァルカンで6本の個体ロケットブースター構成が予定された。これは2024年4月9日（日本時間4月10日）に打ち上げられ、成功した。

## 諸元
デルタIVヘビーの打ち上げ能力:
- 低軌道 (LEO), 200 km × 28.7°: 28,790 kg (63,470 lb) [10]
- 低軌道 (ISS), 407 km × 51.6°: 25,980 kg (57,280 lb) [11]
- 静止トランスファー軌道 (GTO): 14,220 kg (31,350 lb)[10]
- 静止軌道 (GEO): 6,750 kg (14,880 lb) [10]
- 月遷移軌道 (LTO) 10,000 kg (22,000 lb) / 火星遷移軌道 8,000 kg (17,600 lb) [12]

デルタIVヘビー仕様の打ち上げ総重量はおよそ733,000 kg (1,616,000 lb) である。

## 打ち上げ実績
初打ち上げは2004年で、ボイラープレートを積載して打ち上げられたが部分的に失敗した。液体酸素系のキャビテーションが原因で両方のブースターが予定よりも8秒早く停止し、コアエンジンは9秒早く停止した。この結果、速度が不足し第2段でも補いきれなかったため、ペイロードは予定よりも低い軌道で分離された。
2014年12月、デルタIVヘビーは無人のオリオン多目的宇宙船の試験打ち上げ (EFT-1) に使用された。当初の打ち上げ予定の12月4日から1日遅れて、12月5日に打ち上げられ、成功した。
2018年8月12日には、太陽探査機パーカー・ソーラー・プローブの打ち上げに成功。太陽に肉薄する軌道に投入するために必要な多大なΔvを実現するための抜擢であった。同機はその近日点が極端に太陽に近い軌道により、人類が作ったものの中で史上最も加速された物体（約200km毎秒に達する見込み）となる。
| 日付           | ペイロード                                   | 射場              | 結果        |
| -------------- | -------------------------------------------- | ----------------- | ----------- |
| 2004年12月21日 | DemoSat, Sparkie / 3CS-1 and Ralphie / 3CS-2 | ケープカナベラルA | 部分的失敗C |
| 2007年11月11日 | DSP-23                                       | ケープカナベラルA | 成功        |
| 2009年1月18日  | Orion 6 / Mentor 4 (USA-202 / NROL-26)       | ケープカナベラルA | 成功        |
| 2010年11月21日 | Orion 7 / Mentor 5 (USA-223 / NROL-32)       | ケープカナベラルA | 成功        |
| 2011年1月20日  | KH-11 Kennen 15 (USA-224 / NROL-49)          | ヴァンデンバーグB | 成功        |
| 2012年6月29日  | Orion 8 / Mentor 6 (USA-237 / NROL-15)       | ケープカナベラルA | 成功        |
| 2013年8月28日  | KH-11 Kennen 16 (USA-245 / NROL-65)          | ヴァンデンバーグB | 成功        |
| 2014年12月5日  | オリオンカプセル EFT-1                       | ケープカナベラルA | 成功        |
| 2016年6月11日  | Orion 9 / Mentor 7 (USA-268 / NROL-37)       | ケープカナベラルA | 成功        |
| 2018年8月12日  | パーカー・ソーラー・プローブ                 | ケープカナベラルA | 成功        |
| 2019年1月19日  | KH-11 17 (USA-290 / NROL-71)                 | ヴァンデンバーグB | 成功        |
| 2020年12月11日 | Orion 10 (USA-311 / NROL-44)                 | ケープカナベラルA | 成功        |
| 2021年4月26日  | KH-11 18 (USA-314 / NROL-82)                 | ヴァンデンバーグB | 成功        |
| 2022年9月24日  | KH-11 Kennen 18 (NROL-91)                    | ケープカナベラルA | 成功        |
| 2023年6月22日  | Orion 11 (NROL-68)                           | ケープカナベラルA | 成功        |
| 2024年4月9日   | Orion 12 (NROL-70)                           | ケープカナベラルA | 成功        |

^Aケープカナベラル空軍基地 SLC-37Bから打ち上げ

^Bヴァンデンバーグ空軍基地 SLC-6から打ち上げ

^C CBCが予定より早く燃焼停止したため計画より低い軌道に投入

## 競合する打上げ機
- アンガラ 5
- アリアン5
- アトラスV
- ファルコンヘビー
- プロトン-M
- 長征5号
- タイタンIV (引退済)